# Diálogo Número Um
Diálogo Número Um é o álbum de estreia do cantor e compositor brasileiro Estêvão Queiroga, lançado em 8 de julho de 2016 pelo selo LG7, com distribuição da Sony Music Brasil.

## Produção
O álbum foi gravado com a participação de vários familiares do cantor, além do tecladista e pianista Samuel Silva e o guitarrista David Maia e Estêvão escreveu parte do repertório juntamente com Jefté Sales, que participou nos vocais de algumas faixas e efeitos sonoros. Segundo o cantor, as músicas do disco contam a sua história de vida.
| “ | [...] tudo que canto é reflexo de alguma experiência vivida ou de uma nova compreensão de algo que é importante na minha vida. “A Partida e o Norte” é um exemplo bem explícito disso. Costumo dizer que sempre canto sobre a minha vida porque só vivi a minha vida até hoje. Quem tá do outro lado ouve e acaba enxergando a sua vida ali também. Também costumo dizer que só componho quando tenho algum problema. Penso que certas angústias que parecem insolúveis, podem ser exprimidas na arte. Assim, quem sabe, ao entrar num contato mais íntimo com nossa condição, a gente consegue transformá-la, ou, no mínimo, aprende a conviver melhor com ela. Para todas as outras angústias, aquelas mais palpáveis, existe o diálogo, existe uma corrida na praia, uma boa risada, as lágrimas, existe até o Mastercard… | ” |

A obra conteve a participação da Orquestra Sinfônica Nacional Checa, em Praga.

## Lançamento
O cantor e compositor Leonardo Gonçalves anunciou a contratação de Estêvão Queiroga para seu selo de novos artistas, LG7, no início de abril de 2016. A distribuição digital seria feita pela Sony Music Brasil.
Estêvão Queiroga lançou o single "A Partida e o Norte" no dia 1 de julho. A música esteve em destaque na plataforma de streaming Spotify, no TOP 50 viral, enquanto sua versão em videoclipe, no YouTube, atingiu cerca de 100 mil visualizações em pouco tempo. Sobre a repercussão da faixa, o cantor disse, em entrevista:
| “ | Acho que ninguém deveria fazer música em busca de sucesso, mas de tocar as pessoas. Quando você fala do que vive, não importa se está tocando para uma multidão ou na sala de casa. Quero falar o que é verdade para mim e que isso faça sentido na vida das pessoas. | ” |

O disco foi lançado nas plataformas digitais no dia 8 de julho. O álbum esteve no topo das paradas nacionais de vendas do iTunes, além do single e clipe também encabeçarem listas respectivas.
Com a notoriedade alcançada pelo disco digital, a Sony Music resolveu distribuir o disco em formato físico. A edição, em digipack, saiu em agosto do mesmo ano.[carece de fontes?]

## Recepção da crítica
| Críticas profissionais | Críticas profissionais |
| Avaliações da crítica  | Avaliações da crítica  |
| Fonte                  | Avaliação              |
| ---------------------- | ---------------------- |
| Super Gospel           | [ 4 ]                  |

Diálogo Número Um recebeu aclamação da mídia especializada. O jornalista Elton Lyrio, do jornal A Gazeta, destacou o fato do artista estar tendo a "curadoria" de Leonardo Gonçalves, e definiu o álbum como "um disco que flerta com a MPB, pop, jazz e soul. Canções que têm como marca poesia, criatividade e sonoridade". Em uma resenha favorável no Super Gospel, o projeto recebeu quatro estrelas de cinco. "Diálogo Número Um é uma obra eficaz porque, antes de tudo, é humana e sincera. O disco trata de relações comuns a todos que, partindo de medo, angústia e busca por identidade, alcançam, numa identificação coletiva, um único sentido", diz parte do texto.
Em 2019, foi eleito pelo Super Gospel o 29º melhor álbum da década de 2010.

## Faixas
A seguir lista-se as faixas, compositores e durações de cada canção de Diálogo Número Um.
| N.º            | Título                       | Compositor(es)                      | Duração |  |
| 1.             | "Toada de Dedé"              | Estêvão Queiroga e Estela Queiroga  | 1:16    |  |
| 2.             | "Corre Atrás do Vento"       | Estêvão Queiroga e Jefté Salles     | 4:10    |  |
| 3.             | "A Partida e o Norte"        | Estêvão Queiroga e Jayme Alves      | 3:48    |  |
| 4.             | "O Sol e eu"                 | Estêvão Queiroga e Jefté Salles     | 4:44    |  |
| 5.             | "Mais uma Porta"             | Estêvão Queiroga e Jefté Salles     | 3:47    |  |
| 6.             | "Se For com Você (Pode Ser)" | Estêvão Queiroga                    | 2:58    |  |
| 7.             | "O Preço do Amor"            | Estêvão Queiroga e Jefté Salles     | 3:43    |  |
| 8.             | "Quem Sou eu?"               | Estêvão Queiroga                    | 6:42    |  |
| 9.             | "Bom e Mau"                  | Estêvão Queiroga e Jefté Salles     | 4:03    |  |
| 10.            | "É Isso"                     | Estêvão Queiroga e Sérgio Saas      | 5:32    |  |
| 11.            | "O que Será"                 | Estêvão Queiroga                    | 5:41    |  |
| 12.            | "Nós"                        | Estêvão Queiroga e Fernando Rochael | 4:15    |  |
| Duração total: | Duração total:               | Duração total:                      | 50:44   |  |

## Ficha técnica
Lista-se abaixo os profissionais envolvidos na produção de Diálogo Número Um, de acordo com o encarte do disco.
- Estêvão Queiroga - vocais, pé
- Samuel Silva - piano, teclado, rhodes, escaleta, órgão hammond, lead, palmas, estalo, vocal, poesia em "A Partida e o Norte"
- Jefté Sales - vocal, palmas, poesia em "A Partida e o Norte"
- David Maia - guitarra, violão, violão dobro resofônico, violão requinto
- Fernando Rosa - contrabaixo
- Tarcísio Buiochy - bateria
- Miguel Assis - bateria
- Eder Nogueira - percussão
- Estela Queiroga - voz em "Toada de Dedé"
- Fernando Gothan - efeitos sonoros
- Stenio Alencar - programações
- Lua Lafaiette - programações
- Helinho Medeiros - sanfona
- Alê di Vieira - percussão
- Heleno Feitosa “Costinha” - pífano
- Paula Queiroga - palmas e vocal em "Nós", vocal e poesia em "A Partida e o Norte"
- Ocidéia Queiroga - poesia em "A Partida e o Norte"
- Olímpio Queiroga Jr. - poesia em "A Partida e o Norte"
- Olímpio Neto - palmas e vocal em "Nós", poesia em "A Partida e o Norte"
- Blacy Gulfier - palmas e vocal em "Nós", poesia em "A Partida e o Norte"
- Marcos Romera - piano, poesia em "A Partida e o Norte"
- Pedro Anversa - palmas e vocal em "Nós", poesia em "A Partida e o Norte"
- Glaubert Souza - palmas e vocal em "Nós"
- Orquestra Sinfônica Nacional da República Tcheca - cordas
- Janssem Cardoso da Silva - fotografia
- Lucas Motta - projeto gráfico, arte